# 山城路街道
山城路街道，是中华人民共和国河南省鹤壁市山城区下辖的一个乡镇级行政单位。

## 行政区划
山城路街道下辖以下地区：
山城西巷社区、卫星街西段社区、汤五巷社区、文化宫社区、汤西段社区、杨邑路社区和胜利二巷社区。